# Nacaduba takamukuana
Nacaduba takamukuana är en fjärilsart som beskrevs av Matsumura 1929. Nacaduba takamukuana ingår i släktet Nacaduba och familjen juvelvingar. Inga underarter finns listade i Catalogue of Life.